# Boulevard Pasteur (La Courneuve)
Pour les articles homonymes, voir Boulevard Pasteur.
Le boulevard Pasteur à La Courneuve (France), dans le centre, est un des axes principaux de cette ville.

## Situation et accès

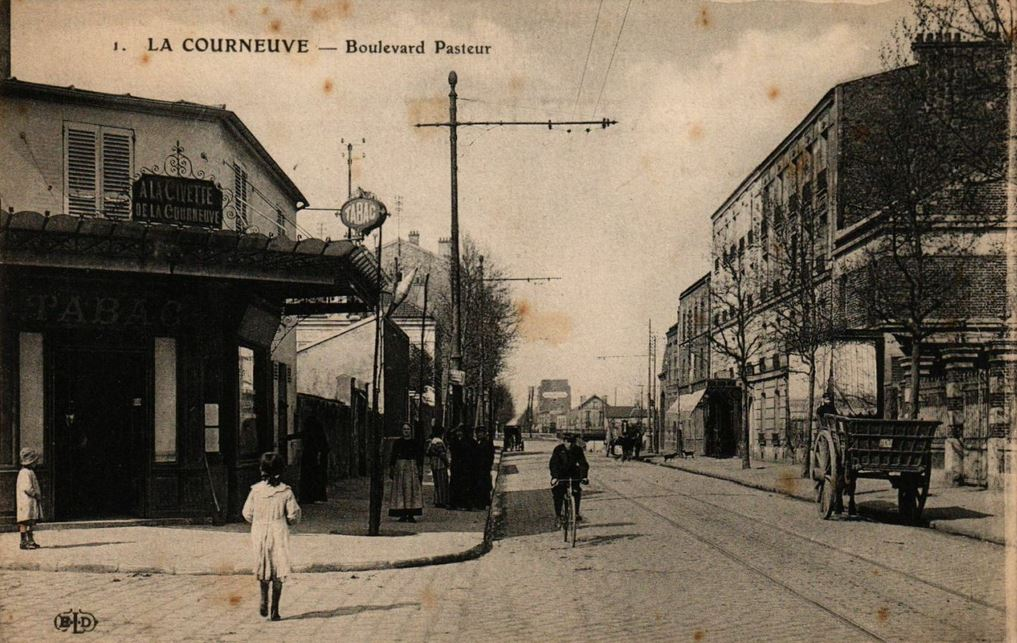
La Courneuve, boulevard Pasteur: La Civette de la Courneuve

Cette voie suit le tracé de la route nationale 301.
En partant du carrefour du boulevard Anatole-France et de la rue de Crèvecœur au sud, elle passe entre le pont ferroviaire de la Ligne de La Plaine à Hirson et Anor et le tunnel de l'autoroute A86.
Elle rencontre ensuite la rue Saint-Just, la rue Parmentier, l'avenue Michelet et l'avenue du Général-Leclerc, puis se termine place de l'Armistice, anciennement place des Six-Routes.
Le boulevard est desservi par la gare de La Courneuve - Aubervilliers et par la ligne 1 du tramway d'Île-de-France.

## Origine du nom
Comme le boulevard Anatole-France, ce boulevard portait autrefois le nom de Stains, ville vers laquelle il se dirige.
Il reçoit son nom actuel en 1900, en référence à Louis Pasteur (1822-1895), scientifique français, chimiste et physicien, inventeur de la vaccination contre la rage et les maladies charbonneuses.

## Historique

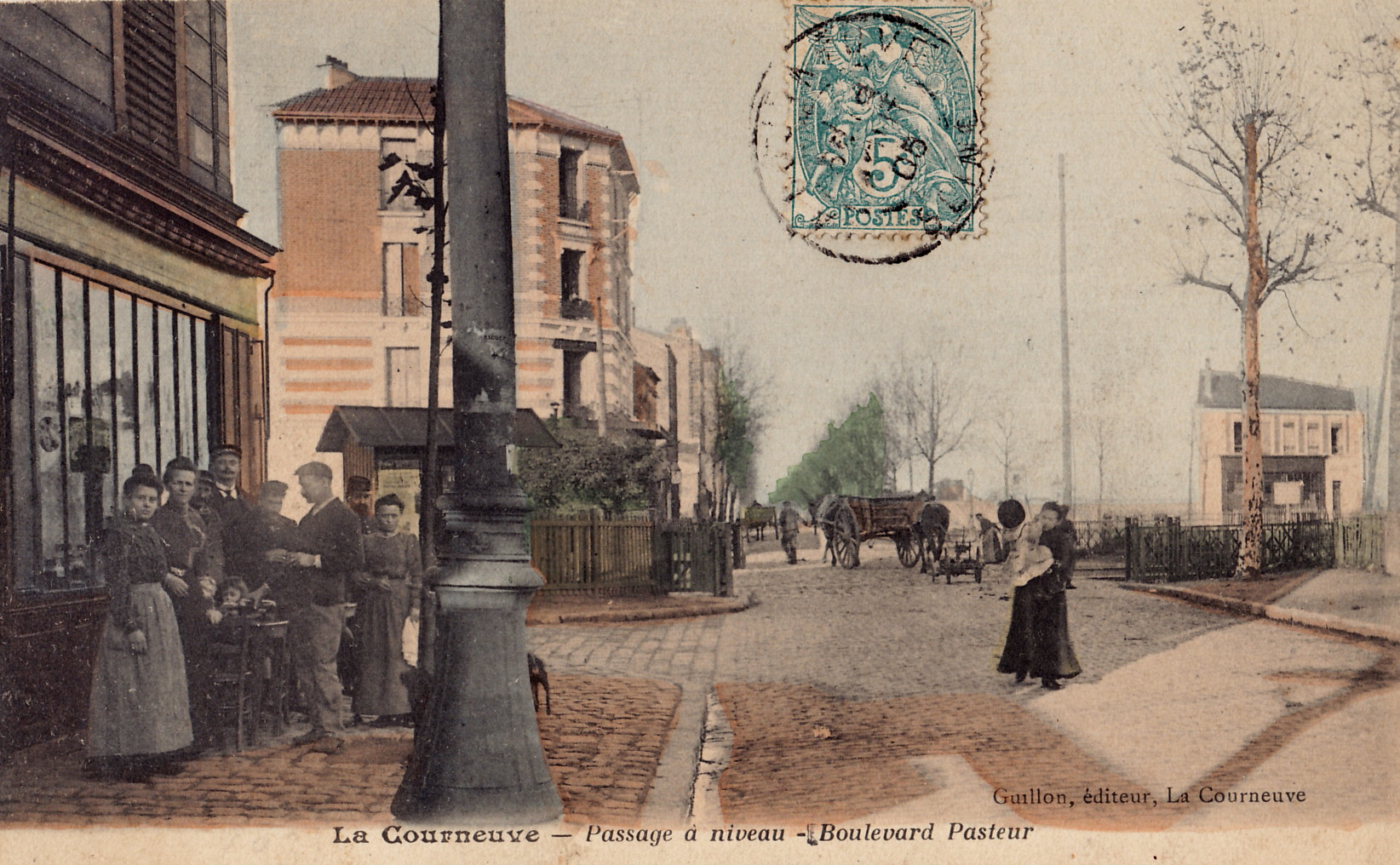
Le passage à niveau au boulevard Pasteur, vers 1900.

Cette voie de communication est l'ancienne route départementale qui conduit de Paris à Stains. Il est aussi appelé chemin de Saint-Lucien, car menant à l'église Saint-Lucien, puis prend l'appellation administrative de chemin vicinal ordinaire numéro 7. Ce chemin est principalement destiné à l'agriculture, mais il devint un chemin de grande communication, qui sera pavé de 1817 à 1841. Vers le hameau de Crèvecœur, dont une rue conserve le nom, le nouveau boulevard est achevé vers 1865. Il sera malgré tout fortement endommagé pendant la guerre de 1870, puis repavé en 1881.
L'ouverture de la voie ferrée de La Plaine à Hirson et la création de la gare en 1885 amènent la coupure du boulevard par un passage à niveau. Plus tard, la gare sera reconstruite en hauteur, la voie passant sur un pont ferroviaire, franchie par le boulevard légèrement sous-creusé, qui voit sa continuité restaurée.

## Bâtiments remarquables et lieux de mémoire
- Gare de La Courneuve - Aubervilliers.
- Collège Jean-Vilar.

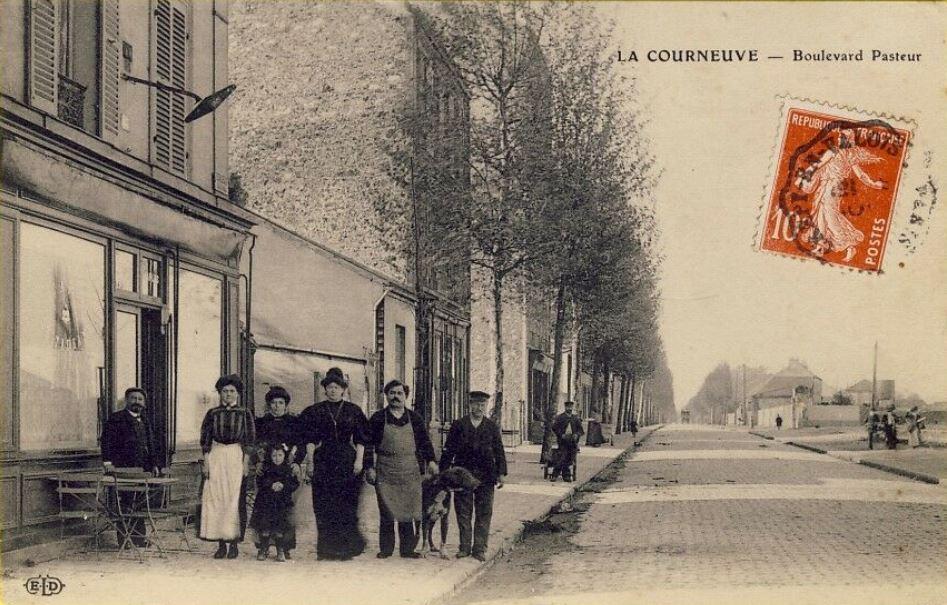
La Courneuve, boulevard Pasteur: Un café.
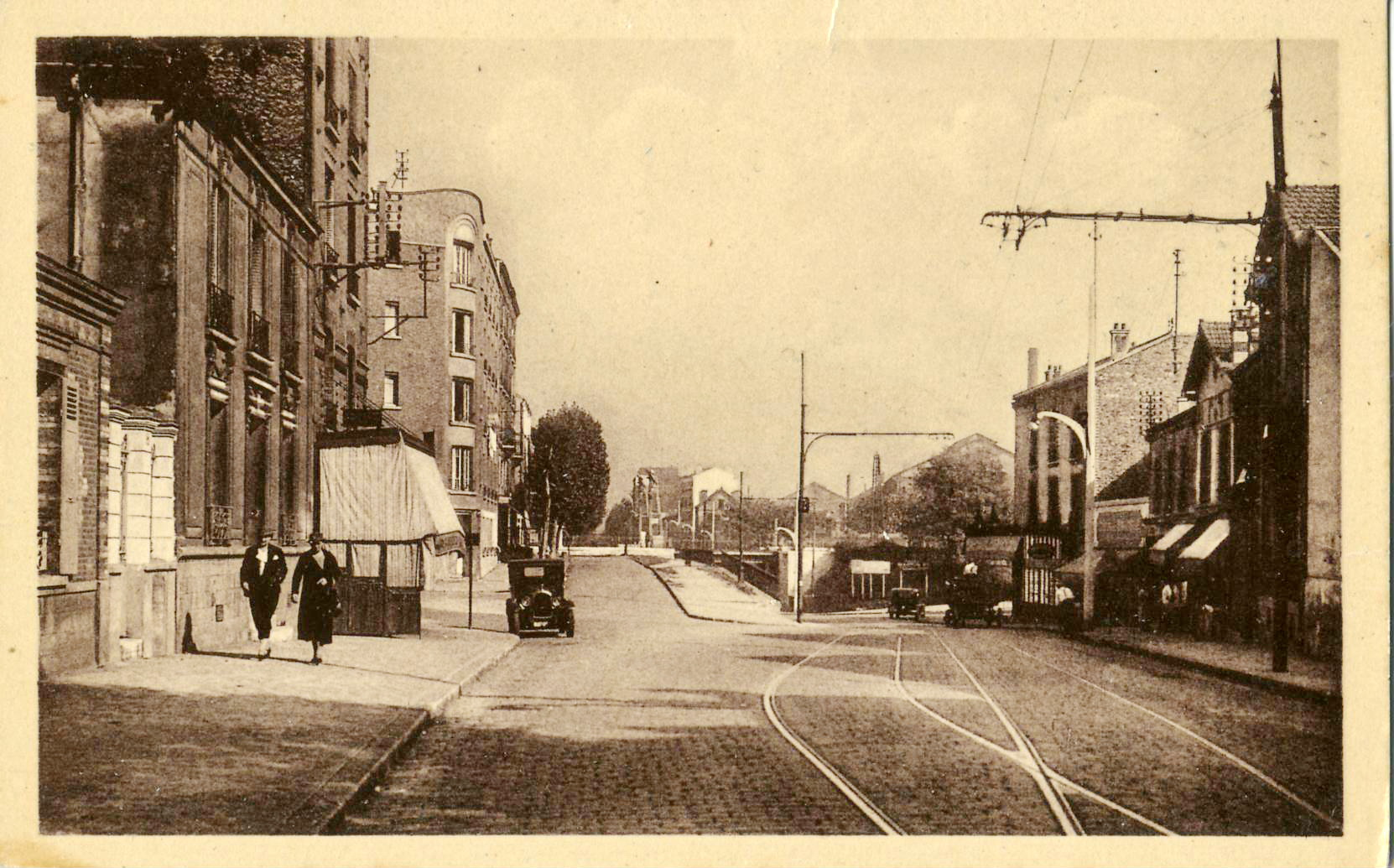
Boulevard Pasteur, vers 1900 (Le Mollé).
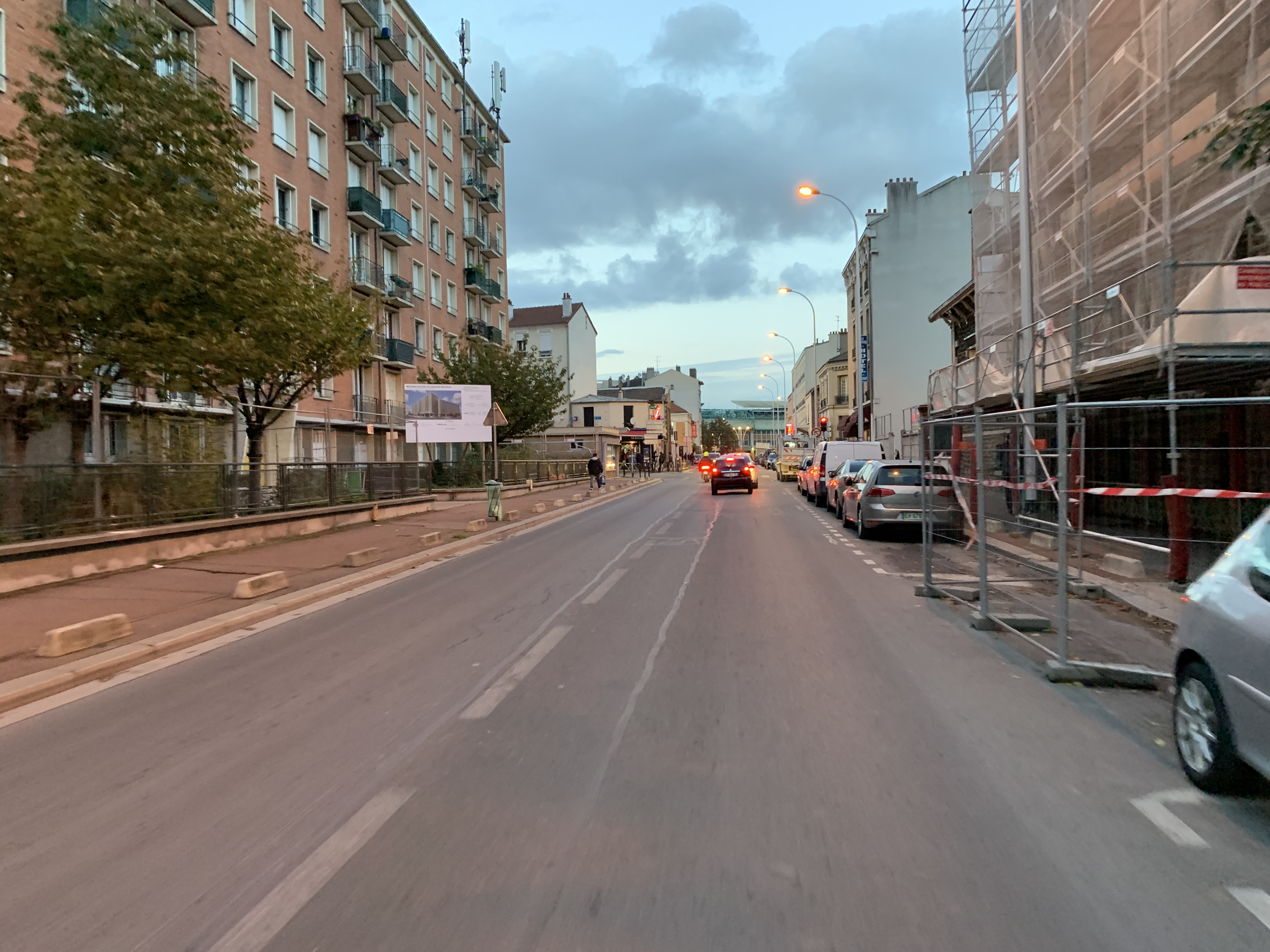
Le boulevard en octobre 2020.